# Hockey Novara 1961
Questa voce raccoglie le informazioni riguardanti l'Hockey Novara nelle competizioni ufficiali della stagione 1961.

## Maglie e sponsor
| 1ª divisa |

## Rosa
| N° | Naz.              | Ruolo | Sportivo           |  |  |  |
| -- | ----------------- | ----- | ------------------ |  |  |  |
| ?  | Italia (bandiera) | E     | Gianpietro Aina    |  |  |  |
| ?  | Italia (bandiera) | E     | Franco Cerrina     |  |  |  |
| ?  | Italia (bandiera) | E     | Ferruccio Panagini |  |  |  |
| ?  | Italia (bandiera) | E     | Renzo Zaffinetti   |  |  |  |
| ?  | Italia (bandiera) | P     | Valentino Sacchi   |  |  |  |

- Allenatore:  Luigi Gallina